# Jubileum Volume III
A Jubileum Volume III a svéd Bathory harmadik válogatáslemeze, mely 1998-ban jelent meg.

## Számlista
1. "33 Something" – 3:14
2. "Satan My Master" – 2:06
3. "The Lake" – 6:42
4. "Crosstitution" – 3:17
5. "In Nomine Satanas" – 6:24
6. "Immaculate Pinetreeroad #930" – 2:47
7. "War Machine" – 3:19
8. "The Stallion" – 5:14
9. "Resolution Greed" – 4:13
10. "Witchcraft" – 2:49
11. "Valhalla"  – 1:38 (Backing vocals multitrack sample)
12. "Sociopath" – 3:11
13. "Pax Vobiscum" – 4:12
14. "Genocide" – 4:34
15. "Gods of Thunder of Wind and of Rain" – 5:41